# Lopholaena disticha
Lopholaena disticha là một loài thực vật có hoa trong họ Cúc. Loài này được (N.E.Br.) S.Moore mô tả khoa học đầu tiên năm 1903.